# Géraud du Breuil
Pour les articles homonymes, voir Géraud et du Breuil.
Géraud du Breuil ou Guiraud du Breuil (de Broglio), est le 42e évêque d'Uzès, son épiscopat dure de 1405 à 1426.

## Chronologie
| 1409. | Un évêque d'Uzès, du nom de Guillaume, est cité dans les actes du concile de Pise, mais il doit être confondu avec Géraud, successeur réel de Pierre III Beaublé. |
| 1446. | Dans une enquête qui eut lieu devant les juges de la cour épiscopale d'Uzès, un des témoins dépose ainsi : « Et vidi, et presens fui, dum D.D. Petrus Belbladi et Guiraudus de Broglio fecerunt eorum intratus novas, quos dextraverunt gentes tunc domini vicecomitis. » Il semble résulter de cette déclaration, que les deux évêques désignés par le témoin représentent deux épiscopats consécutifs. |